# GP Industria & Artigianato-Larciano 2024
De 55e editie van de GP Industria & Artigianato-Larciano, een wielerwedstrijd op Italiaanse bodem, werd verreden op 8 september 2024. De titelverdediger was de Ier Ben Healy, deze editie zou hij als 22e eindigen. Opvolger van Healy werd de Zwitser Marc Hirschi die kort voor deze zege ook al de Bretagne Classic en de Clásica San Sebastián won. Hirschi reed een solo van zo'n veertien kilometer.
Origineel was de wedstrijd 196,3 kilometer lang, deze werd echter ingekort wegens slechte weersomstandigheden naar 168,8 kilometer. Van de drie lokale rondes werd de laatste geschrapt uit de wedstrijd. De wedstrijd was onderdeel van de UCI ProSeries.

## Uitslag
| Plaats  | Naam                   | Ploeg                   | tijd     |
| ------- | ---------------------- | ----------------------- | -------- |
| Winnaar | Marc Hirschi           | UAE Team Emirates       | 3u55'12" |
| 2       | Guillermo Thomas Silva | Caja Rural-Seguros RGA  | + 4"     |
| 3       | Diego Ulissi           | UAE Team Emirates       | + 9"     |
| 4       | Javier Romo            | Movistar Team           | z.t.     |
| 5       | Simone Velasco         | Italië                  | + 12"    |
| 6       | Vincenzo Albanese      | Italië                  | z.t.     |
| 7       | Mattéo Vercher         | TotalEnergies           | z.t.     |
| 8       | Joel Nicolau           | Caja Rural-Seguros RGA  | z.t.     |
| 9       | Gianluca Brambilla     | Q36.5 Pro Cycling Team  | z.t.     |
| 10      | Giovanni Carboni       | JCL Team UKYO           | z.t.     |
|         |                        |                         |          |
| 26      | Floris De Tier         | Bingoal WB              | + 49"    |
| 46      | Owen Geleijn           | TDT-Unibet Cycling Team | + 1'46"  |

Ronde van Valencia ·
Figueira Champions Classic ·
Ronde van Oman ·
Clásica de Almería ·
Ronde van de Algarve ·
Ruta del Sol ·
Ardèche Classic ·
Drôme Classic ·
Kuurne-Brussel-Kuurne ·
Trofeo Laigueglia ·
Nokere Koerse ·
Milaan-Turijn ·
GP Denain ·
Bredene Koksijde Classic ·
Grote Prijs Miguel Indurain ·
Scheldeprijs ·
Brabantse Pijl ·
Ronde van de Alpen ·
Ronde van Turkije ·
Grote Prijs van Plumelec ·
Tro Bro Léon ·
Ronde van Hongarije ·
Vierdaagse van Duinkerke ·
Boucles de la Mayenne ·
Ronde van Noorwegen ·
Circuit Franco-Belge ·
Brussels Cycling Classic ·
Dwars door het Hageland ·
Ronde van België ·
Ronde van Slovenië ·
Ronde van het Qinghaimeer ·
Ronde van Wallonië ·
Arctic Race of Norway ·
Ronde van Burgos ·
Ronde van Denemarken ·
Ronde van Duitsland ·
Maryland Cycling Classic ·
Ronde van Groot-Brittannië ·
Grote Prijs van Fourmies ·
GP Industria & Artigianato-Larciano ·
Coppa Sabatini ·
Grote Prijs van Wallonië ·
Ronde van Luxemburg ·
Super 8 Classic ·
Ronde van Langkawi ·
Ronde van het Münsterland ·
Ronde van Emilia ·
Parijs-Tours ·
Coppa Bernocchi ·
Ronde van de Drie Valleien ·
Ronde van Piemonte ·
Ronde van het Taihu-meer ·
Ronde van Veneto ·
Japan Cup ·
Veneto Classic